# Doliops animula
Doliops animula là một loài bọ cánh cứng trong họ Cerambycidae.